# Gerard de Vries Lentsch

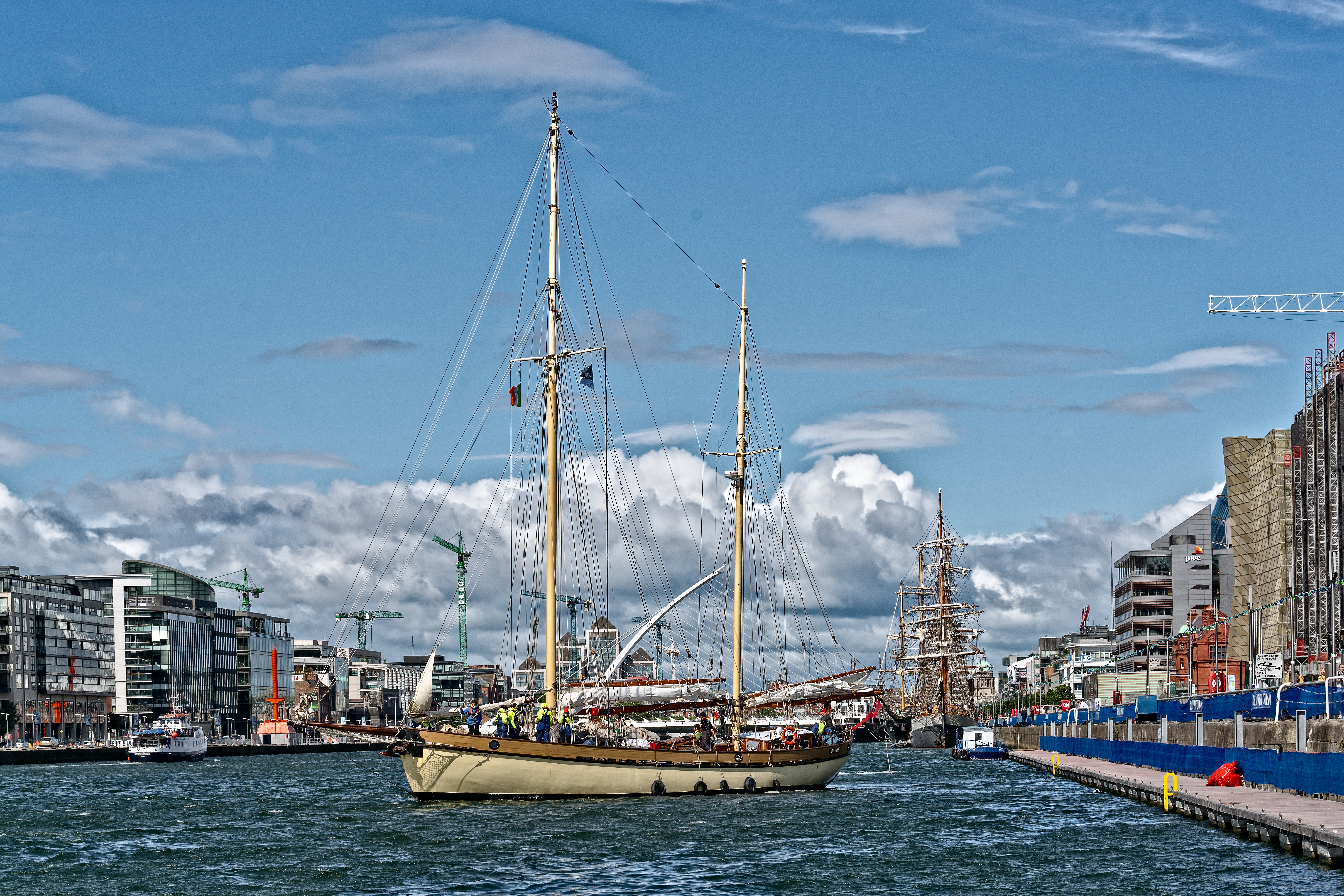
Kits gebouwd door De Vries Lentsch in Amsterdam en in 1933 te water gelaten.

Gerardus (Gerard) de Vries Lentsch (Nieuwendam, 23 november 1883 – Oegstgeest, 9 juli 1973) was een Nederlands zeiler.
Hij maakte deel uit van het team dat op de Olympische Zomerspelen  in 1928 een zilveren medaille behaalde in de 8 meter klasse. Naast De Vries Lentsch bestond het team in de boot Hollandia uit Johannes van Hoolwerff, Maarten de Wit, Cornelis van Staveren, Lambertus Doedes en Hendrik Kersken. Ook zijn broer Willem en diens zoon Wim waren olympisch zeilers. Hij was scheepsbouwer van beroep en oprichter in 1917 van de Amsterdamsche Scheepswerf gevestigd aan de Grasweg in Amsterdam-Noord.